# (235) Carolina
Pour les articles homonymes, voir Carolina.
(235) Carolina est un astéroïde de la ceinture principale découvert par Johann Palisa le 28 novembre 1883 à Vienne.

## Étymologie
Cet astéroïde est nommé en référence à l'île Caroline ou Johann Palisa a observé l'éclipse solaire du 6 mai 1883.